# Floris III
Floris III (także Florencjusz III; ur. ok. 1141 w Hadze, zm. 1 sierpnia 1190 w Antiochii) – dziesiąty hrabia Holandii z rodu Gerolfingów od 1157 roku do swojej śmierci.
Był najstarszym synem Dirka VI (Teodoryka VI; panował 1122-1157) oraz Zofii z Rheineck, córka hrabiego Salm Otto I (syna antykróla niemieckiego Hermana z Salm oraz Gertrudy z Northeim). Floris III władzę objął mając ok. 17 lat, ponieważ jego starszy brat Dirk, zwany Pielgrzymem (1138/9-1151) zmarł przed nim. Jego młodszy brat, Otto (1140/5-zm. między 1208 a 18 lutego 1209) został hrabią Bentheim, którego jedyną dziedziczką była ich matka.
Floris III okazał się wiernym wasalem cesarza Fryderyka I Barbarossy, towarzysząc mu w wyprawach do Włoch w 1158 i 1176-8 roku. Cesarz nagrodził go za to nobilitacją do szlachty Świętego Cesarstwa oraz dał prawo pobierania ceł w Geervliet nad Mozą, najważniejszym miastem regionu. Było to zalegalizowanie sytuacji de facto istniejącej od XI wieku, kiedy to hrabiowie Holandii pobierali opłaty nielegalnie.
Za panowania władcy w Holandii osiedliło się wiele osób, które osuszały mokre, przybrzeżne tereny i zaczęły wykorzystywać je rolniczo przez budowę polderów. W 1170 roku nastąpiła powódź, która zalała sporą część Zelandii, Kennemerland i Fryzji, a zarazem ułatwiła uformowanie się Zuiderzee. Pojawił się konflikt między Florisem a biskupstwem Utrechtu o most na rzece Ren w Zwammerdam. W sporze interweniował cesarz, który pogodził zwaśnione strony. Hrabia holenderski miał sprawować jurysdykcję nad spornymi terenami, natomiast duchowny roztaczał nad nimi panowanie duchowe i eklezjalne. W 1178 roku biskupem Utrechtu został Baldwin, młodszy brat Florisa III. Bracia w porozumieniu podjęli nieudaną wyprawę na Fryzję, a także podporządkowali Holandii wyspy Texel i Wiering, na które nałożono duże kontrybucje.
Podczas rządów hrabiego wybuchały konflikty z Fryzją i Flandrią. W 1161 roku stłumiono bunt w Zachodniej Fryzji. Władca Flandrii Filip Alzacki zamierzał odzyskać Zelandię. W tym celu w 1157 roku w Brugii porwał Florisa (prawdopodobnie na 2-3 lata), który - aby się uwolnić - musiał uznać flandryjskie posiadanie prowincji i wykupić się z niewoli. Na rzecz flandryjskiego hrabiego przeszły również Waasland i Quatre-Métiers. Dodatkowo misja wojskowa, która miała ukarać Fryzję za udzielenie poparcia Filipowi nie doszła do skutku ze względu na małą skuteczność wojsk podlegających Florisowi.
Od 1189 roku towarzyszył cesarzowi w III wyprawie krzyżowej. Zmarł podczas niej z powodu epidemii (prawdopodobnie malarii) 1 sierpnia 1190 roku w Antiochii. Został pochowany w tamtejszym kościele św. Piotra, niedaleko Fryderyka Barbarossy. Dwóch jego synów zostało hrabiami Holandii: Dirk VII w 1190 i Wilhelm I w 1202.

## Małżeństwo i potomstwo

Herb hrabiów Holandii od czasów Florisa III

Przed 28 września 1162 roku ożenił się z Adą z Huntington (ok. 1146 - zm. 11 stycznia po 1205), szkocką szlachcianką, siostrą królów Malcolma IV i Wilhelma I Lwa, a także córką Henryka Szkockiego, 3. earla Northumberland i hrabią Huntington oraz Ady z Wardenne. To przez to małżeństwo w herbie holenderskim pojawił się pochodzący ze Szkocji lew, a także obecne w kolejnych pokoleniach imię Wilhelm. Doczekali się dziesiątki dzieci:
- Ady (zm. po 1205), która w 1176 poślubiła Ottona I, margrabiego Brandenburgii;
- Małgorzatę (zm. po 1205), żonę hrabiego Kleve Dytryka III;
- Dirka (zm. 1203), następcę ojca na tronie od 1190 do 1203 jako Dirk VII;
- Wilhelma, następcę Dirka VII na tronie jako Wilhelm I;
- Florisa (zm. 1210), arcybiskupa Glasgow
- Baldwina (zm. 1204);
- Roberta;
- Beatrycze;
- Elżbiety;
- Agnieszki (zm. 1228), przeoryszy w Rijnsburg.